# Бабаев, Батыр Давранович
Бабаев Батыр Давранович (15 мая 1914 с.Куйлюк, Сырдарьинская область, Российская империя - 4 ноября 1984 г. Ташкент, Узбекская ССР, СССР) — военнослужащий советской армии. Командир батареи 118 гвардейского артиллерийского полка 35-й гвардейской стрелковой дивизии 4-го гвардейского стрелкового корпуса 8-й гвардейской армии 1-го Белорусского фронта. Гвардии полковник. Герой Советского Союза.

## Биография
Член КПСС с 1944 года.
Учился в Ростовском экономическом институте. В 1942 окончил Харьковское артиллерийское училище.
До войны работал в финансовых органах Каракалпакской АССР. Затем в октябре 1941 призван в РККА. В сражении за польский город Оборники его батарея выкатив на руках пушки на прямую наводку разгромила батальон немецких войск, подбили пять танков и два самоходных орудия. Батыр Давранович был контужен, но поля боя не покинул. В бою на польско-германской границе, в районе реки Варта,  его батарея отличилась вновь: фашистская рота, два танка, три самоходных орудия были уничтожены прямой наводкой. В числе первых форсировал Одер. 31 мая 1945 года Указом Президиума Верховного Совета СССР гвардии старшему лейтенанту Батыру Даврановичу Бабаеву было присвоено звание Героя Советского Союза.
После войны служил в штабе своей дивизии. Затем переведён военным комиссаром Октябрьского района города Ташкента. После ухода на пенсию возглавлял ташкентскую секцию Советского комитета ветеранов войны.